# Carl von Winckelmann
Carl Heinrich Winckelmann, ab 1864 von Winckelmann (* 2. Januar 1829 in Minden; † 1887) war Gutsbesitzer und Mitglied des Deutschen Reichstags.

## Leben
Er wurde als Sohn des Carl Theodor Winckelmann und der Charlotte Marie von Aschen am 10. Januar 1829 in der St. Simeonis-Kirche evangelisch getauft. Winckelmann besuchte das Gymnasium in Minden und hat von 1846 bis 1848 die Landwirtschaft praktisch erlernt. Er studierte von 1848 bis 1850 in Jena Landwirtschaft und 1850 bis 1851 in Königsberg Staatswissenschaft. Zwischen 1851 und 1860 war er auf dem Rittergut Lichtenfelde im Landkreis Preußisch-Eylau. Zwischen 1861 und 1873 war er Pächter des Prinzlichen Gutes Hemmersdorf im Landkreis Frankenstein (Schlesien). Seit dieser Zeit war er Privatier, teils in Coburg, teils im Ausland (Schweiz, Italien, Frankreich, Spanien) und seit Mai 1884 in Nymphenburg.
Von 1862 bis 1866 war er Mitglied des Preußischen Abgeordnetenhauses und von 1884 bis 1887 war er Mitglied des Deutschen Reichstags für den Wahlkreis Regierungsbezirk Breslau 10 Waldenburg und die Deutsche Fortschrittspartei.
Winckelmann erhielt am 21. Juni 1864 in Gotha als Geheimer Regierungsrat seine herzoglich sachsen-coburg-gothaische Adelsanerkennung, allerdings ohne Wappenverleihung. Diese Nobilitierung wurde in Preußen nicht anerkannt.